# 16 км (зупинний пункт, Харків)
16 км — покинутий залізничний зупинний пункт Південної залізниці на залізничній лінії Харків-Балашовський — Лосєве. Розташований на території міста Харків.

## Галерея

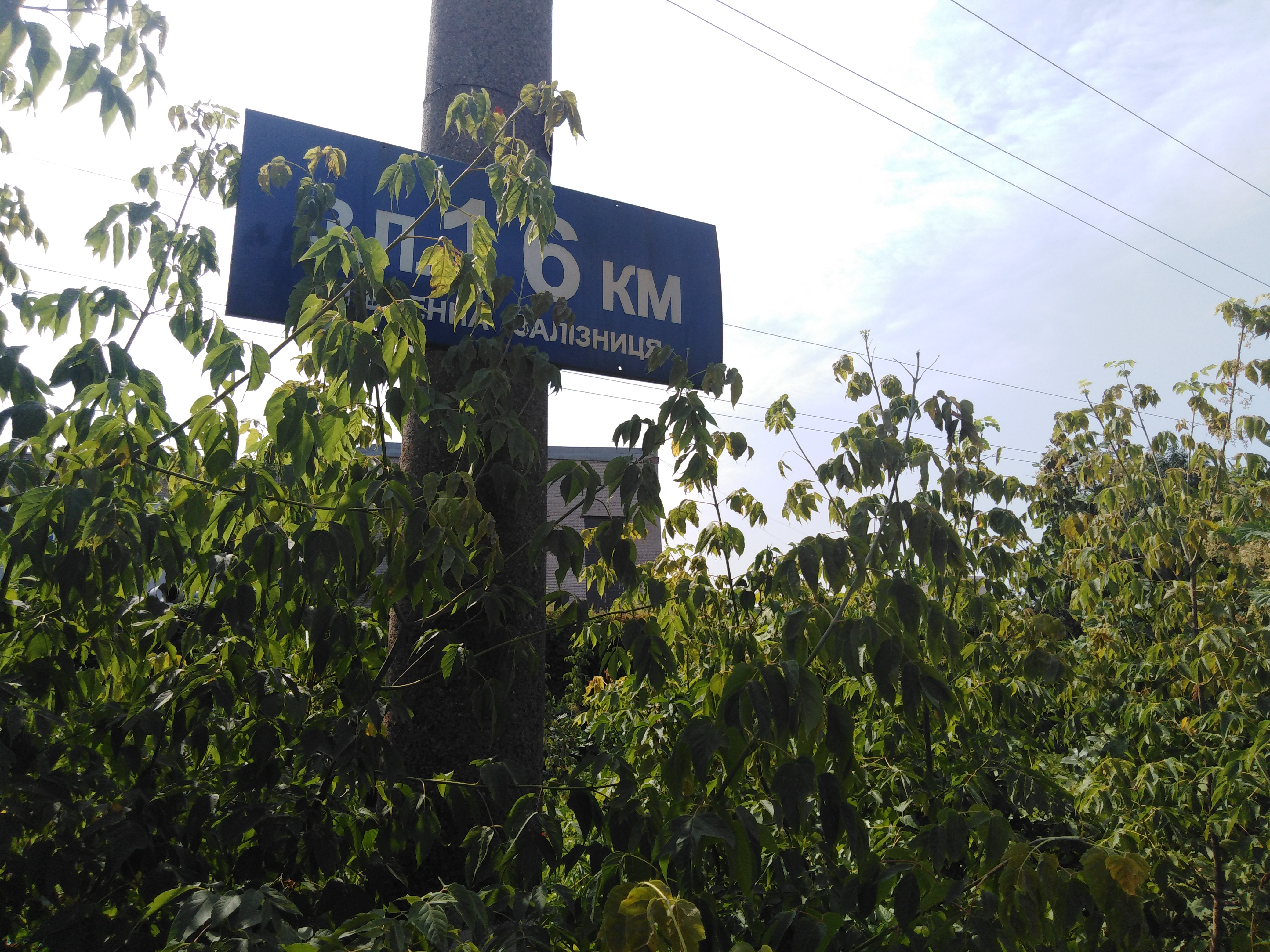
Вказівник
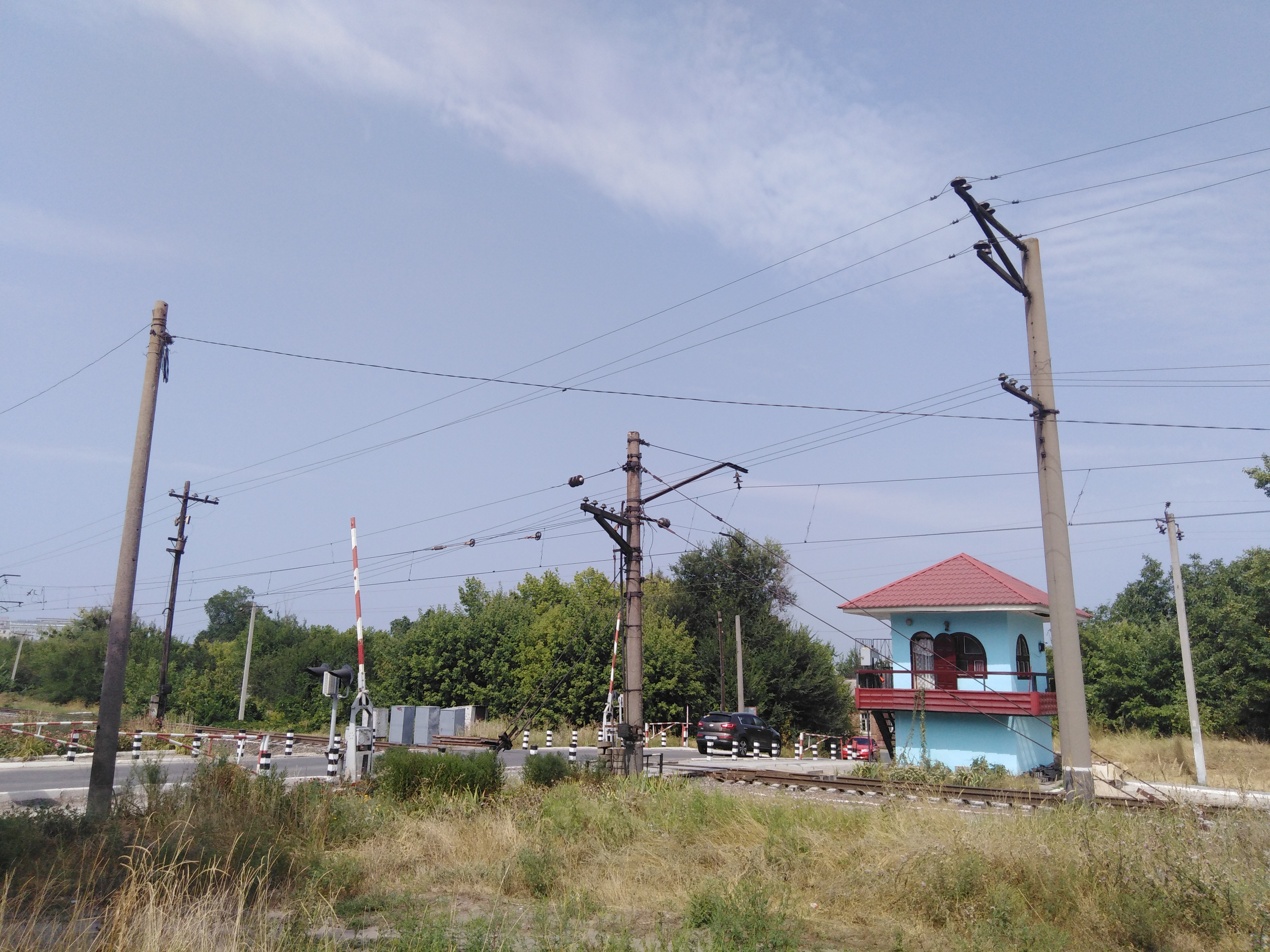
Переїзд біля платформи
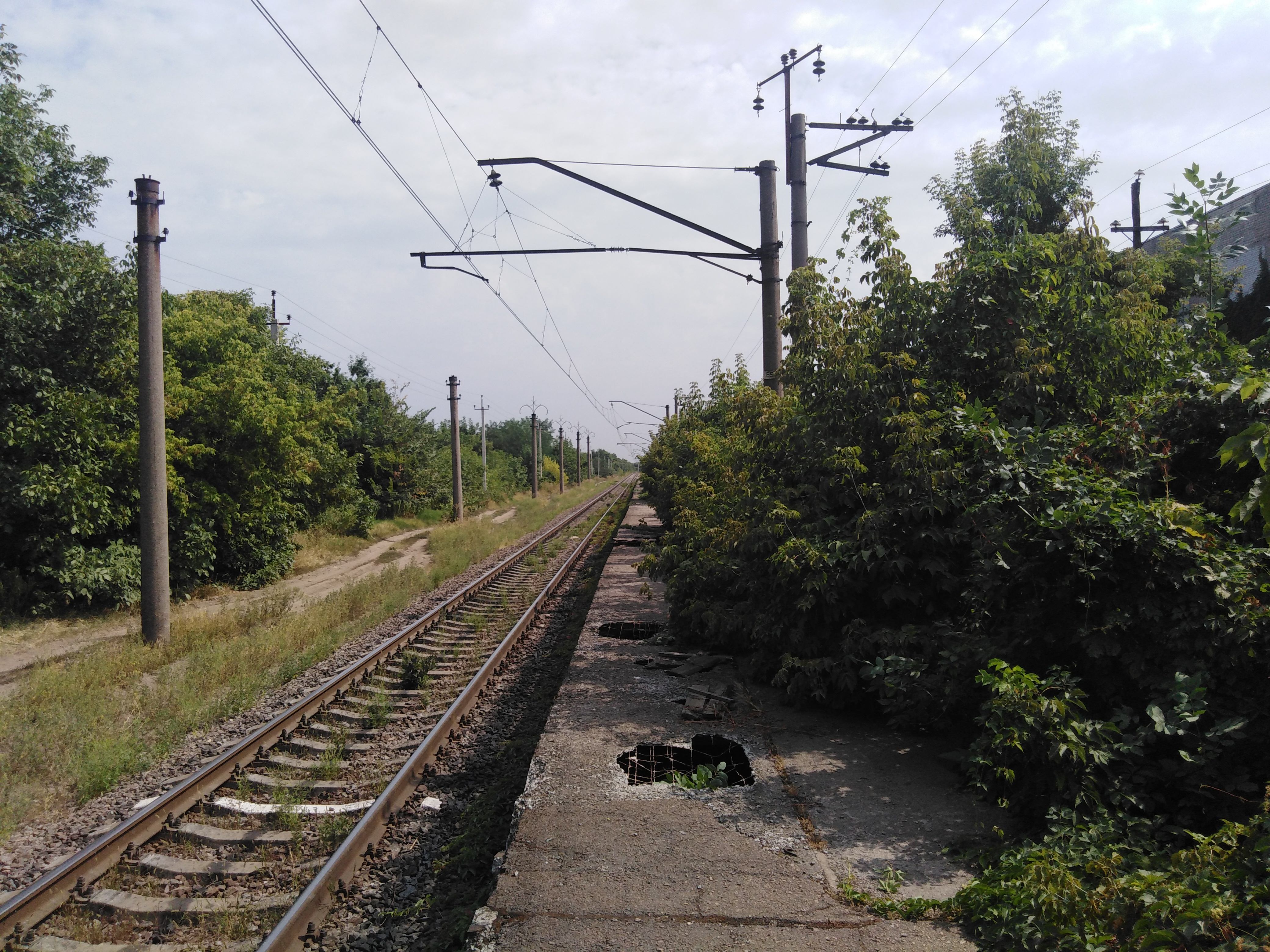
Вигляд платформи влітку 2021 року